# Граденє
Граденє (словен. Gradenje) — поселення в общині Шмарєшкі Топлиці, регіон Південно-Східна Словенія, Словенія.